# Dyliżansem przez Śląsk. Dziennik podróży do Cieplic w roku 1816
Dyliżansem przez Śląsk. Dziennik podróży do Cieplic w roku 1816 – pamiętnik z podróży Izabeli Czartoryskiej odbytej między 30 czerwca a 5 września 1816 roku.

## Miejsce podróży
Rękopis zatytułowany przez autorkę Juillet 1816 zawierał 44 strony tekstu pisanego osiemnastowieczną francuszczyzną i był opisem podróży do uzdrowiska w Cieplicach (obecnie dzielnica Jeleniej Góry, istnieje tam sanatorium). Było to miejsce dobrze znane, w 1687 roku wraz z całym dworem  liczącym około 1500 osób odwiedziła je Marysieńka Sobieska.

## Treść i wymowa utworu
Autorka nawiązywała w swym utworze do wielu gatunków literackich i dokumentalnych. Zawarła w nim elementy faktografii, fikcji i własnej biografii. Oś tematyczną jej dzieła stanowi trasa podróży, będąca elementem łączącym wszystkie przedstawione epizody, postacie, pejzaże i informacje geograficzne, przyrodnicze, polityczne czy historyczne dotyczące prezentowanego świata. Autorka w czasie podróży stykała się zarówno z chłopami, jak i mieszczanami i arystokracją śląską. Pamiętnik zawiera charakterystykę tych grup, informacje o sposobach zarobkowania ludności i jej zwyczajach (np. opis ludowej zabawy, święta kura), a także opis oglądanych zabytków (np. grobu Jana Kochanowskiego) i bogactwa śląskiej przyrody.
Zapiski Czartoryskiej prowadzone były nie na bieżąco i zawierały kilka błędów w biografiach sławnych ludzi.